# Ceroplesis conradti
Ceroplesis conradti es una especie de escarabajo longicornio del género Ceroplesis, subfamilia Lamiinae. Fue descrita científicamente por Kolbe en 1893.
Se distribuye por República Centroafricana y Tanzania. Mide 22-36 milímetros de longitud. El período de vuelo de esta especie ocurre en los meses de julio, agosto, septiembre, octubre, noviembre y diciembre.